# Косово на летних Олимпийских играх 2016
Республика Косово на летних Олимпийских играх 2016 года была представлена 8 спортсменами в 5 видах спорта. Косово дебютировало на летних Олимпийских играх после вступления олимпийского комитета страны в МОК в декабре 2014 года.
На церемонии открытия Игр право нести национальный флаг было доверено двукратной чемпионке мира по дзюдо Майлинде Кельменди, а на церемонии закрытия — легкоатлетке Вийоне Крюэзиу, выступавшей в беге на 400 метров. По итогам соревнований на счету косовских спортсменов была одна золотая медаль, завоёванная Майлиндой Кельменди в весовой категории до 52 кг, что позволило сборной Республики Косово занять 54-е место в неофициальном медальном зачёте.

## Медали
| Золото |                    |                           |           |
| №      | Спортсмены         | Вид спорта (дисциплина)   | Дата      |
| 1      | Майлинда Кельменди | Дзюдо (до 52 кг, женщины) | 7 августа |

## Состав сборной
Шоссейный велоспорт
1. Кендрим Гури

 Дзюдо
1. Нора Гякова
2. Майлинда Кельменди

 Лёгкая атлетика
1. Муса Хайдари
2. Вийона Крюэзиу

 Плавание
1. Лум Жавели
2. Рита Зекири

 Стрельба
1. Урата Рама

## Результаты соревнований

### Велоспорт

#### Шоссейный велоспорт
Мужчины
| Соревнование    | Спортсмены   | Время | Место | Отставание |
| --------------- | ------------ | ----- | ----- | ---------- |
| групповая гонка | Кендрим Гури | DNF   | DNF   | DNF        |

### Водные виды спорта

#### Плавание
В следующий раунд на каждой дистанции проходят спортсмены, показавшие лучший результат, независимо от места, занятого в своём заплыве.
Мужчины
| Дистанция                | Спортсмены | Предварительный раунд | Предварительный раунд | Предварительный раунд | Полуфинал | Полуфинал | Полуфинал | Финал     | Финал |
| Дистанция                | Спортсмены | Заплыв                | Результат             | Место                 | Заплыв    | Результат | Место     | Результат | Место |
| ------------------------ | ---------- | --------------------- | --------------------- | --------------------- | --------- | --------- | --------- | --------- | ----- |
| 50 метров вольным стилем | Лум Жавели |                       | 24,53                 | 57                    |           |           |           |           |       |

Женщины
| Дистанция           | Спортсмены  | Предварительный раунд | Предварительный раунд | Предварительный раунд | Полуфинал             | Полуфинал             | Полуфинал             | Финал                 | Финал                 |
| Дистанция           | Спортсмены  | Заплыв                | Результат             | Место                 | Заплыв                | Результат             | Место                 | Результат             | Место                 |
| ------------------- | ----------- | --------------------- | --------------------- | --------------------- | --------------------- | --------------------- | --------------------- | --------------------- | --------------------- |
| 100 метров на спине | Рита Зекири | 1                     | 1:12,31               | 34                    | Завершила выступление | Завершила выступление | Завершила выступление | Завершила выступление | Завершила выступление |

### Дзюдо
Соревнования по дзюдо проводились по системе с выбыванием. В утешительные раунды попадали спортсмены, проигравшие полуфиналистам турнира. Два спортсмена, одержавших победу в утешительном раунде, в поединке за бронзу сражались с дзюдоистами, проигравшими в полуфинале.
Женщины
| Категория | Спортсмены         | 1/16 финала            | 1/8 финала                | Четвертьфинал                | Полуфинал                  | Финал                     | Место |
| Категория | Спортсмены         | Соперник Результат     | Соперник Результат        | Соперник Результат           | Соперник Результат         | Соперник Результат        | Место |
| --------- | ------------------ | ---------------------- | ------------------------- | ---------------------------- | -------------------------- | ------------------------- | ----- |
| до 52 кг  | Майлинда Кельменди | не участвовала         | SUIЭ. Чопп В 100:000      | MRIК. Легентил В 000s1:000s3 | JPNН. Накамура В 0000:0001 | ITAО. Джуффрида В 001:000 | 1     |
| до 57 кг  | Нора Гякова        | COLЯ. Амарис В 100:000 | ROUК. Кэприориу П 000:002 | завершила выступление        | завершила выступление      | завершила выступление     | 9     |

### Лёгкая атлетика
Мужчины
Беговые дисциплины
| Дисциплина        | Спортсмен    | Предварительный раунд | Предварительный раунд | Предварительный раунд | Четвертьфиналы | Четвертьфиналы | Четвертьфиналы | Полуфиналы | Полуфиналы | Полуфиналы | Финал | Финал |
| Дисциплина        | Спортсмен    | Забег                 | Время                 | Место                 | Забег          | Время          | Место          | Забег      | Время      | Место      | Время | Место |
| ----------------- | ------------ | --------------------- | --------------------- | --------------------- | -------------- | -------------- | -------------- | ---------- | ---------- | ---------- | ----- | ----- |
| бег на 800 метров | Муса Хайдари |                       |                       |                       | не проводится  | не проводится  | не проводится  |            |            |            |       |       |

Женщины
Беговые дисциплины
| Дисциплина        | Спортсмен      | Предварительный раунд | Предварительный раунд | Предварительный раунд | Четвертьфиналы | Четвертьфиналы | Четвертьфиналы | Полуфиналы | Полуфиналы | Полуфиналы | Финал | Финал |
| Дисциплина        | Спортсмен      | Забег                 | Время                 | Место                 | Забег          | Время          | Место          | Забег      | Время      | Место      | Время | Место |
| ----------------- | -------------- | --------------------- | --------------------- | --------------------- | -------------- | -------------- | -------------- | ---------- | ---------- | ---------- | ----- | ----- |
| бег на 400 метров | Вийона Крюэзиу |                       |                       |                       | не проводится  | не проводится  | не проводится  |            |            |            |       |       |

### Стрельба
В январе 2013 года Международная федерация спортивной стрельбы приняла новые правила проведения соревнований на 2013—2016 года, которые, в частности, изменили порядок проведения финалов. Во многих дисциплинах спортсмены, прошедшие в финал, теперь начинают решающий раунд без очков, набранных в квалификации, а финал проходит по системе с выбыванием. Также в финалах после каждого раунда стрельбы из дальнейшей борьбы выбывает спортсмен с наименьшим количеством баллов. В скоростном пистолете решающие поединки проходят по системе попал-промах. В стендовой стрельбе добавился полуфинальный раунд, где определяются по два участника финального матча и поединка за третье место.
Женщины
| Соревнование                       | Спортсмены | Квалификация | Квалификация | Полуфинал     | Полуфинал     | Финал                 | Финал                 |
| Соревнование                       | Спортсмены | Результат    | Место        | Результат     | Место         | Соперник/ Результат   | Место                 |
| ---------------------------------- | ---------- | ------------ | ------------ | ------------- | ------------- | --------------------- | --------------------- |
| пневматическая винтовка, 10 метров | Урата Рама | 402,3        | 48           | Не проводится | Не проводится | Завершила выступление | Завершила выступление |